# 1995 UC8
1995 UC8 är en asteroid i huvudbältet som upptäcktes den 27 oktober 1995 av de båda japanska astronomerna Takeshi Urata och Yoshisada Shimizu vid Nachi-Katsuura-observatoriet.
Asteroiden har en diameter på ungefär 7 kilometer.